# Max Decugis
Pour les articles homonymes, voir Decugis.
Maxime Omer Mathieu Decugis (ou Décugis), né le 24 septembre 1882 à Paris et mort le 6 septembre 1978 à Biot, est un joueur français de tennis, huit fois champion de France en simple et triple médaillé olympique.

## Biographie
Max Decugis est né à Paris XVIe, 47 rue Pergolèse, fils d'Alfred Decugis (né à Paris), négociant, chevalier de la légion d'honneur et de Sidonie Brauwers (née à Lille). Son nom de famille ayant été mal orthographié, il est autorisé à s'appeler Maxime Omer-Decugis à la date du 2 mai 1905 par jugement du tribunal civil de la Seine. Membre du Racing Club de France depuis l'âge de 12 ans, il fait ses classes au lycée Janson-de-Sailly. Il se marie en 1905 à Marie Flameng (née en 1884 à Dieppe et décédée en 1969 à Grasse), fille du peintre François Flameng, qui est connue comme sa partenaire de double mixte et avec qui il a eu une fille Christiane. Son beau-père a peint en 1920 une toile le représentant, appelée Portrait de Max Decugis. Il se remarie en 1969 à Suzanne Duval (1896-1985). Il est le grand-oncle d'Arnaud Decugis, mari de Julie Halard, joueuse de tennis des années 1990.
Il a deux frères et deux sœurs : Henri (1874-1947), joueur de première série à la fin du 19e siècle et avocat à la Cour d'appel de Paris, Omer (1876-1932), gendre du sénateur Bouffier, Geneviève (1871-1946) et Mireille (1886-1891).
Max Decugis a parfois officié en tant qu'arbitre, conseiller tennistique et collaborateur à certains journaux. Il fonde lui-même son propre journal en 1910 intitulé Tennis dont il est le rédacteur en chef. Renommé Tennis & Golf, le titre disparaît en 1913. Grâce à ses multiples activités, il parvenait à vivre du tennis sans avoir besoin de vraiment travailler. Il parvenait à gagner de l'argent grâce aux prix qu'offraient certains tournois ou en revendant ses trophées ou les objets qu'il remportait après ses victoires. Fin 1910, il publie un article dans lequel il se plaint du coût de la pratique du tennis et de l'absence de rétribution. Sa position est critiquée par Pierre Gillou, secrétaire de la commission de lawn-tennis. Soupçonné de professionnalisme, il est suspendu pendant quelques mois en 1911 par l'Union des sociétés françaises de sports athlétiques (USFSA). Les raisons de cette sanction sont expliquées par le journaliste sportif Gianni Clerici : « les champions de cette époque étaient des gentilshommes capables de voyager à leurs frais, d’avoir un court personnel dans leur jardin. Les victoires en tournoi étaient d’habitude récompensées symboliquement par des coupes (…) ou par des objets souvenirs. Agacé d’accumuler chez lui porte-cigarettes en argent et vases en cristal, Max Decugis proposa que l’on substitue des bons aux prix et, bien qu’il l’ait toujours nié, il arriva, un coupon après l’autre, à acheter une automobile ». Philippe, le petit-neveu de Decugis, confirme cette pratique du « trocs » de récompenses, attestant que « dans la famille, il ne reste quasiment plus de coupes de Max Decugis ».
Il se fit construire un terrain de tennis privé à Ville-d'Avray. Il a participé à la Première Guerre mondiale en tant que soldat et la termine avec le grade de sous-lieutenant, trois citations, ainsi que la médaille de la valeur militaire italienne. Resté actif dans le milieu du tennis après son retrait des courts en 1923, il fut plusieurs fois capitaine de l'équipe de France de Coupe Davis, la dernière fois en 1925 lors de la finale perdue face aux Américains, ainsi que capitaine de diverses équipes lors de rencontres internationales. Membre du Comité de la Fédération française de tennis, il officie dans les années 1930 en tant que conseiller technique de l'équipe de France, notamment responsable des espoirs. Résidant à rue des Perchamps à Auteuil, il devient négociant en maroquinerie ainsi qu'exploitant agricole à Septeuil où il possède un important élevage de porcs. Il a aussi travaillé en tant que fleuriste. En 1931, il crée l'International-Club de France avec Jean Borotra, sur modèle du club fondé en Grande-Bretagne par A. Wallis Myers quelques années auparavant. Il est décoré de l'Ordre national de la Légion d'honneur au titre sportif en 1934.

## Carrière

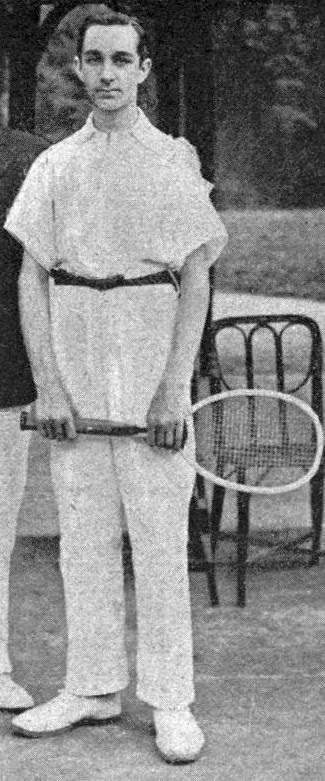
Max Decugis en 1902 au TCP.

Il est le premier Français à remporter le tournoi junior de Wimbledon en 1896 et 1897. Il fait parler de lui la première fois lorsqu'il remporte la médaille d'argent en double aux Jeux olympiques de Paris en 1900. Il joue en 1904 la première rencontre de Coupe Davis de l'équipe de France contre la Belgique où il perd le cinquième match décisif contre Willy le Maire de Warzée d'Hermalle (5-7, 8-6, 0-6, 6-4, 6-2). Il représente l'équipe en 1905 puis de 1912 à 1919 pour un total de 6 victoires et 10 défaites. Il remporte son premier tournoi majeur au Queen's en 1904 contre Arthur Gore.
À l'Exposition universelle de Bruxelles de 1910 en septembre, Decugis bat Anthony Wilding qui vient de gagner son premier Wimbledon en renversant la situation, alors mené 6-3, 6-0, 5-0 (ou 5-4 selon les sources), il gagne finalement 3-6, 0-6, 7-5, 6-0, 6-0. Decugis avait déjà battu deux fois Wilding en cette année 1910 après trois défaites en 1907 et 1908. Jacques Dorfmann raconte dans L'Express que Decugis lui dit qu'à 5-4 l'arbitre lui donna un "petit fruit" qu'il reconnu plus tard comme étant une noix de kola. Wilding a battu ensuite le Français à 9 reprises de suites. Il est le premier joueur Français à remporter un tournoi du Grand Chelem en remportant le Wimbledon en double messieurs avec André Gobert en 1911 (défaite au Challenge Round en 1912). En simple, il atteint à 2 reprises les demi-finales ces années-là. Il remporte la médaille d'or du double mixte avec Suzanne Lenglen aux Jeux olympiques d'Anvers en 1920. Il a remporté 32 titres en simples et il est le premier joueur français à remporter un titre à l'étranger, à Hambourg en 1901.
Grand champion de tennis d'avant-guerre, sa carrière s'étale sur près d'un quart de siècle, malgré le premier conflit mondial. Il reprend sa carrière en 1919 et joue quelques tournois jusqu'en 1923. Il dispute finalement une dernière fois le tournoi de Wimbledon en 1926 à 44 ans. Véritable leader du tennis français du début du 20e siècle, il restera invaincu au Championnat de France en double et seulement battu deux fois en simple avant la Guerre. Son jeu de tacticien consistait essentiellement à faire jouer l'adversaire jusqu'à ce que celui-ci commette la faute.

## Palmarès

### Titre en Grand Chelem
| Année | Tournoi   | Surface      | Partenaire   | Finalistes                     | Score                   |
| 1911  | Wimbledon | Herbe (ext.) | André Gobert | Anthony Wilding Josiah Ritchie | 9-7, 5-7, 6-3, 2-6, 6-2 |

### Finale en Grand Chelem
| Année | Tournoi   | Surface      | Vainqueurs                     | Partenaire   | Score              |
| 1912  | Wimbledon | Herbe (ext.) | Anthony Wilding Josiah Ritchie | André Gobert | 3-6, 6-3, 6-4, 7-5 |

### Jeux olympiques

#### En double messieurs
| # | Date       | Nom de l'olympiade           | Surface      | Résultat | Partenaire         | Ultimes adversaires                   | Score         |          |
| - | ---------- | ---------------------------- | ------------ | -------- | ------------------ | ------------------------------------- | ------------- | -------- |
| 1 | 06/07/1900 | Jeux olympiques d'été Paris  | Terre battue | Argent   | Basil de Garmendia | Lawrence Doherty · Reginald Doherty   | 6-1, 6-1, 6-0 | Parcours |
| 2 | 23/08/1920 | Jeux olympiques d'été Anvers | Gazon        | Bronze   | Pierre Albarran    | Jean-François Blanchy Jacques Brugnon | Forfait       | Parcours |

#### En double mixte
| # | Date       | Nom de l'olympiade           | Surface | Résultat | Partenaire      | Ultimes adversaires        | Score    |          |
| - | ---------- | ---------------------------- | ------- | -------- | --------------- | -------------------------- | -------- | -------- |
| 1 | 23/08/1920 | Jeux olympiques d'été Anvers | Gazon   | Or       | Suzanne Lenglen | Max Woosnam · Kitty McKane | 6-4, 6-2 | Parcours |

Au tournoi de tennis des Jeux olympiques intercalaires en 1906, il remporte le simple, le double messieurs avec Maurice Germot et le double mixte avec Marie Decugis.

### Championnat de France
De 1902 à 1920, il remporte 29 titres aux Championnats de France dont 14 consécutifs en double :
- 8 fois en simple messieurs : 1903, 1904, 1907, 1908, 1909, 1912, 1913 et 1914 (4 finales perdues en 1902, 1906, 1920 et 1923).
- 14 fois en double messieurs : 1902, 1903, 1904, 1905, 1906, 1907, 1908, 1909, 1910, 1911, 1912, 1913, 1914 et 1920.
- 7 fois en double mixte : 1904, 1905, 1906, 1908, 1909, 1914 et 1920.

### Titres en simples (32)

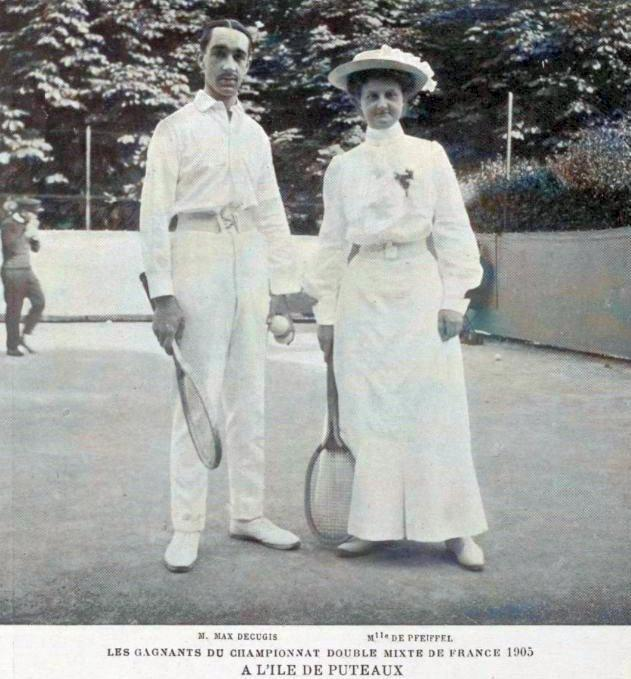
Max Decugis en 1905.

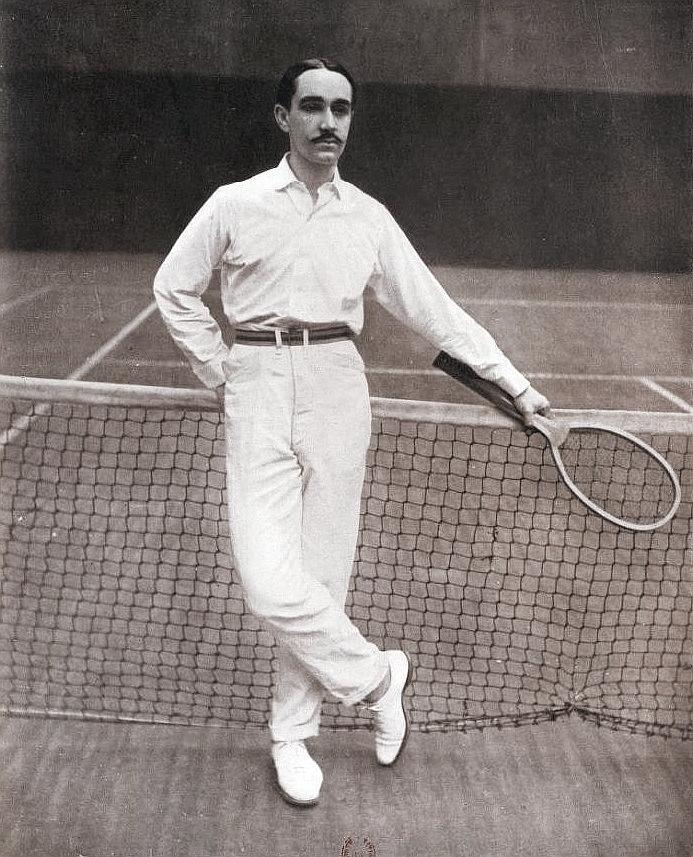
Max Decugis en 1906.

- 1901 Championnat international de Paris contre Paul Lebreton (8-6, 2-6, 6-2, 7-5)
- 1901 Tournoi de Hambourg contre F.W. Payn (6-4, 6-4, 4-6, 6-2)
- 1901 Homburg Cup contre Jacques Worth (5 sets)[14]
- 1901 Championnat européen (Paris) contre Paul Lebreton (6-4, 6-3, 6-3)
- 1902 Tournoi de Hambourg contre John Flavelle (4-6, 2-6, 7-5, 7-5, ab.)
- 1903 Championnat de France en salle contre Josiah Ritchie (7-5, 6-1, 5-7, 8-6)
- 1903 Championnat de France de tennis contre André Vacherot (6-3, 6-2)
- 1903 Tournoi du Touquet (juillet) contre Maurice Germot (6-4, 6-3)
- 1904 Championnat de France de tennis contre André Vacherot (6-1, 9-7, 6-8, 6-1)
- 1904 Championnat de France en salle contre Robert Hough (5-7, 6-2, 6-2, 6-3)
- 1904 Tournoi du Queen's en salle contre Arthur Gore (6-2, 3-6, 0-6, 6-1, 6-4)
- 1906 Jeux olympiques intercalaires contre Maurice Germot (6-1, 7-9, 6-4, 6-1)
- 1907 Championnat de France de tennis contre Robert Wallet (?)
- 1907 Championnat international de Paris contre P. Gautier (6-0, 6-0, 6-0)
- 1907 Tournoi du Queen's en salle contre Josiah Ritchie (6-2, 6-4, 6-2)
- 1908 Budapest Championship contre Robert Powell (6-2, 6-4, 6-2 )
- 1908 Championnat de France de tennis contre Maurice Germot (6-2, 6-1, 3-6, 10-8)
- 1908 Championnat international de Paris contre Maurice Germot (1-6, 6-2, 6-3 ab.)
- 1909 Championnat de France de tennis contre Maurice Germot (3-6, 2-6, 6-4, 6-4, 6-4)
- 1909 Championnat de France en salle contre Arthur Lowe (6-0, 6-3, 3-6, 6-3)
- 1910 Tournoi de Monte-Carlo contre Josiah Ritchie (6-3, 6-0, 6-0)
- 1910 Riviera Championships contre Josiah Ritchie (4-2 ab.)
- 1910 Championnat du sud de la France contre Josiah Ritchie (6-2, 6-4, 3-6, 13-11)
- 1910 Championnat de France en salle contre Arthur Lowe (0-6, 6-1 6-2 6-2)
- 1910 Wiesbaden Championships contre Tony Wilding (6-4, 7-5, 6-4)
- 1910 Wiesbaden Cup contre Tony Wilding (6-3, 0-6, 6-4, 6-3)
- 1910 Tournoi de Dinard contre Robert Wallet (6-1, 6-0, 6-4)
- 1912 Championnat de France de tennis contre André Gobert (?)
- 1913 Championnat de France de tennis contre Georges Gault (?)
- 1913 Tournoi de Caen contre Albert Canet (6-3, 6-3, 6-2)
- 1914 Championnat de France de tennis contre Jean-Pierre Samazeuilh (3-6, 6-1, 6-4, 6-4)
- 1919 Championnat du sud de la France contre Nicolae Misu (6-3, 6-2, 6-1)

### Finales en simples (21)
- 1901 Championnat de France en salle contre George Simond (6-0, 7-5, 6-1)
- 1902 Championnat de France en salle contre Josiah Ritchie (5-7, 7-9, 6-3, 6-2, 6-3)
- 1902 Championnat de France de tennis contre Marcel Vacherot (6-4, 6-2)
- 1903 Championnat international de Paris contre Reggie Doherty (6-4, 6-3, 8-6)
- 1903 Tournoi de Hambourg contre Josiah Ritchie (forfait)
- 1904 Championnat Européen (Stockholm) contre Josiah Ritchie (7-5, 6-2, 6-4)
- 1904 Tournoi de Dinard John Flavelle contre (6-4, 7-5)
- 1906 Championnat de France de tennis contre Maurice Germot (5-7, 6-3, 6-4, 1-6, 6-3)
- 1907 Championnat de France en salle contre Tony Wilding (4-6, 6-1, 1-6, 4-1 ab.)
- 1908 Championnat de France en salle contre Josiah Ritchie (8-6, 6-4, 1-6, 6-4)
- 1910 Championnat de Cannes contre Josiah Ritchie (4-6, 4-6, 8-6, ab.)
- 1911 Tournoi de Monte-Carlo contre Tony Wilding (5-7, 1-6, 6-3, 6-0, 6-1)
- 1911 Championnat de France de tennis contre André Gobert (6-3, 6-1, 7-5)
- 1913 Tournoi de Deauville contre Tony Wilding (6-2, 6-1 ,6-0) (poule)
- 1914 Cannes Métropole contre Norman Brookes (4-6, 6-1, 6-2, 6-1)
- 1919 Cannes Carlton contre Douglas Watters (forfait)
- 1919 Tournoi de Monte-Carlo contre Nicolae Misu (6-2, 6-0)
- 1919 Riviera Championships contre Nicolae Misu (6-3, 6-2, 10-12, 2-6, 7-5)
- 1919 Championnat de Cannes contre Nicolae Misu (6-8, 6-4, 4-6, 6-3, 6-0)
- 1919 Tournoi de Cabourg contre André Gobert (3 sets)
- 1919 Championnat du monde en salle contre André Gobert (6-3, 6-3, 6-4)